# Luis Frasquero
Luis Frasquero fue un pintor español de mediados del siglo XIX.

## Biografía
Pintor granadino, dedicado desde su juventud al estudio de la arquitectura árabe. En 1835 le obsequió con una carta de aprecio la Sociedad Económica de su ciudad natal. Por los años de 1839 a 1844 se propuso dibujar una colección completa de vistas de los más célebres monumentos de la ciudad de Granada, terminando, presumiblemente, veinticuatro láminas, entre las que sobresalían según Ossorio y Bernard las de El patio de los leones en la Alhambra, El lienzo frontal del mirador de Lindaraja y La sala de las Dos Hermanas. En el Liceo artístico de dicha ciudad presentó varios dibujos y trabajos al óleo, entre ellos unos buenos paisajes y La cabeza del Bautista. En 1844 reprodujo en una de las salas del palacio de Juan Manuel Calderón, en Madrid, la de Las Dos Hermanas de la Alhambra.